# 拇指峰

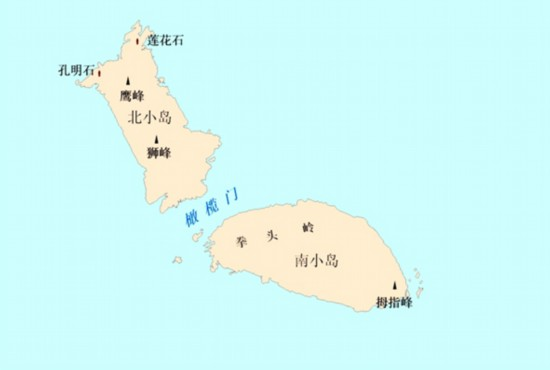
南小岛地圖。

拇指峰，日文稱或，是位在南小岛的一个山峰，位置在島上的东部偏南，同时也是岛上的第二高峰，海拔89公尺。拇指峰西边正对岛上的第一高峰拳头岭，从平地高高耸起恰似拇指一般。拇指峰的名稱由中國在2012年9月命名，日文名由黑岩恆在1900年命名。